# Citimun
Citimun is een bestuurslaag in het regentschap Sumedang van de provincie West-Java, Indonesië. Citimun telt 5204 inwoners (volkstelling 2010).